# Dolichoderus rohweri
Dolichoderus rohweri är en myrart som beskrevs av Carpenter 1930. Dolichoderus rohweri ingår i släktet Dolichoderus och familjen myror. Inga underarter finns listade i Catalogue of Life.